# Вільгельм Грімм (рейхсляйтер)
Вільгельм «Віллі» Грімм (нім. Wilhelm „Willy“ Grimm; 31 грудня 1889, Гоф — 21 липня 1944, Косвіг) — партійний діяч НСДАП, голова 2-й палати Вищого партійного суду НСДАП (червень 1932 року — серпень 1941), рейхсляйтер (2 червня 1932 — серпень 1941), почесний групенфюрер СС і генерал-лейтенант поліції.

## Біографія
У 1906-1909 роках навчався в унтер-офіцерській школі в Фюрстенфельдбруці, після закінчення якої вступив у 14-ї Баварський піхотний полк (Нюрнберг), де служив з 1909 по 1911 рік. У 1912 році служив в одній з військових комендатур в Нюрнберзі. У 1913-1914 роках служив в штабі 5-й Баварської піхотної дивізії. У Першу світову війну з 5 серпня 1914 до 6 серпня 1917 року служив фельдфебелем. З серпня 1917 року — в районному комісаріаті Ансбаха. 31 жовтня 1919 звільнений з армії в чині лейтенанта запасу.
З 1 квітня 1920 року — обер-секретар управління соціального забезпечення Ансбаха. З 1920 року був членом «Німецького промислового товариства». У 1921 році вступив в Німецьку соціальну партію, на чолі якої стояв Юліус Штрайхер. Ця партія цілком увійшла в НСДАП Адольфа Гітлера і, таким чином, Грімм в 1922 році опинився в НСДАП. Після відтворення НСДАП вдруге вступив в НСДАП 27 лютого 1925 року (партквиток № 10 134). З 1926 року — керівник районної партійної організації (крайсляйтер) Ансбаха. З 1 квітня 1927 року — господарський інспектор.
З 3 вересня 1928 року — керівник обласної партійної організації (гауляйтер) Центральної Франконії і, одночасно, член земельного парламенту (ландтагу) Баварії. Коли в 1929 році відбулося об'єднання двох обласних партійних організацій (гау) «Центральна Франконія» і «Нюрнберг» в одне, «Франконію», став заступником гауляйтера Юліуса Штрайхера. У січні 1932 року став засідателем в партійному Слідчо-арбітражному комітеті (ПІШЛА), а в червні 1932 року став головою 2-й палати ПІШЛА. Сама ПІШЛА в грудні 1933 року була перетворена на Вищий партійний суд НСДАП. Фактично Грімм став заступником голови Вищого партійного суду рейхсляйтера Вальтера Буха. 5 березня 1933 року став депутатом рейхстагу від Франконії. З 16 жовтня 1933 року — член СС (посвідчення №199 823). З 1 квітня 1936 року — член особистого штабу рейхсфюрера СС.
16 лютого 1940 року гауляйтер Франконії Юліус Штрайхер на засіданні Вищої партійного суду під головуванням Вальтера Буха був знятий з усіх посад і нагород за звинуваченням у зловживанні службовим становищем. На ділі ж, відставки Штрайхера вимагав Герман Герінг, якого Штрайхер публічно звинуватив в імпотенції. Таким чином і доля Вільгельма Грімма була вирішена, оскільки він був тісно пов'язаний зі Штрайхером протягом 20 років.
У серпні 1941 року Грімм був знятий з поста голови 2-ї палати Вищого партійного суду, перестав бути рейхсляйтером і був направлений на службу в вермахт — офіцером охоронного полку. Учасник німецько-радянської війни. 21 червня 1944 року був важко поранений в автокатастрофі в і 21 липня помер. Похований 26 липня 1944 в Шлірзе.

## Звання
- Унтерофіцер (1909)
- Фельдфебель
- Штабсфельдфебель (1917)
- Лейтенант запасу (31 жовтня 1919)
- Почесний оберфюрер СС (16 жовтня 1933)
- Почесний бригадефюрер СС (24 грудня 1933)
- Почесний групенфюрер СС (27 січня 1934)
- Оберлейтенант резерву (серпень 1941)
- Гауптман резерву (1 серпня 1942)
- Генерал-лейтенант поліції (21 липня 1944) — патент від 1 липня 1944 року.

## Нагороди
- Медаль принца-регента Луїтпольда
- Залізний хрест 2-го класу
- Хрест «За військові заслуги» (Баварія) 2-го і 1-го класу з короною і мечами
- Хрест «За вислугу років» (Баварія) 2-го класу (12 років; 1918)
- Нагрудний знак «За поранення» в чорному
- Почесний знак Кобург
- Почесний хрест ветерана війни з мечами
- Золотий партійний знак НСДАП
- Орден крові
- Німецький Олімпійський знак 1-го класу
- Почесний кут старих бійців
- Кільце «Мертва голова»
- Почесна шпага рейхсфюрера СС
- Медаль «У пам'ять 13 березня 1938 року»
- Медаль «У пам'ять 1 жовтня 1938»
- Почесний знак «За вірну службу» 2-го ступеня (25 років)
- Медаль «За вислугу років у НСДАП» в бронзі, сріблі та золоті (25 років)
- Медаль «За вислугу років у СС» 4-го і 3-го ступеня (8 років)
- Застібка до Залізного хреста 2-го класу (8 лютого 1942)
- Залізний хрест 1-го класу (6 травня 1942)
- Хрест Воєнних заслуг 2-го класу з мечами (3 липня 1942)
- Медаль «За зимову кампанію на Сході 1941/42» (16 вересня 1942)
- Штурмовий піхотний знак в сріблі (1 липня 1943)
- Орден Заслуг (Угорщина), лицарський хрест (липень 1943)